# Sarah Churchill

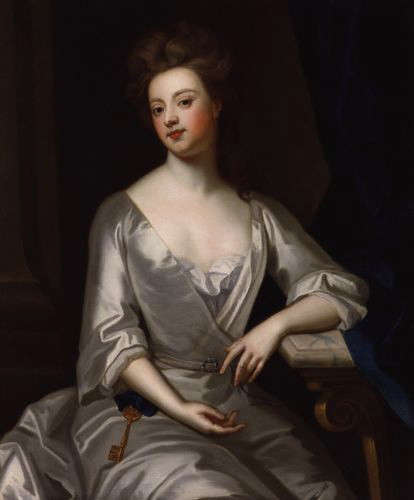
Sarah Churchill, Hertogin van Marlborough

Sarah Churchill (St Albans, 29 mei 1660 – Westminster, 18 oktober 1744), hertogin van Marlborough, was hofdame en een vriendin van koningin Anna van Groot-Brittannië, via wie zij een grote invloed uitoefende op de politiek van Engeland. 

## Biografie
Sarah werd geboren in Hertfordshire, als de dochter van Richard Jennings en Frances Thornhurst. In 1673 werden Sarah en haar zuster Frances hofdames in het gevolg van de Hertog van York (later koning Jacobus II), waar Sarah diens dochter Anna bevriendde. Sarah trouwde in 1677 met John Churchill. Hij had de katholieke Jacobus gesteund als troonopvolger van Karel II in 1685, maar hielp vier jaar later de protestantse Nederlandse stadhouder Willem III op de Engelse troon, waarvoor hij werd beloond met een graafschap. Sarah en Anna schreven sinds hun jeugd brieven aan elkaar, waarbij ze als codenamen respectievelijk Mrs. Freeman en Mrs. Morley gebruikten.
Na Anna's kroning in 1702 werd Sarah Churchill benoemd tot Mistress of the Robes, een van de hoogste posities die een vrouw aan het hof kon bereiken. Nadat Sarahs nicht Abigail Masham ook toetrad tot de hofhouding, verslechterde de relatie tussen Churchill en de koningin, en vanaf 1711 waren Sarah en haar echtgenoot niet langer welkom op het koninklijk paleis. Een twistpunt was ook het feit dat Sarah een overtuigde Whig was en het militaire succes van haar man in de Spaanse Successieoorlog gebruikte om de koningin onder druk te zetten, zoveel mogelijk Whigs op politieke en ecclesiastische posten te benoemen. Anna was daarentegen van nature tegen partijpolitiek gekant en had liever gezien dat er helemaal geen tegenstellingen in haar kabinet waren. 
In 1703 bezweek haar zoon John aan de pokken. Sarah was buiten zinnen van verdriet; ze rouwde zeer lang om de dood van haar zoon en werd daarbij steeds labieler en aanmatigender. Ze schreef samen met haar secretaris, de satiricus Arthur Maynwaring, ten minste twee beledigende ballades waarin onder anderen Abigail Masham ‘a bitch with a broom’ en ‘a dirty chamber-maid’ werd genoemd en de koningin zich door deze ongeletterde keukenmeid liet manipuleren. De definitieve breuk tussen Sarah en Anna kwam op 18 augustus 1708, tijdens een dankmis voor de Slag bij Oudenaarde in St Paul's Cathedral. Anna weigerde de zware juwelen te dragen die Sarah voor haar had klaargelegd; tijdens het betreden van de kerk zei Sarah tegen de koningin dat ze haar mond moest houden. Anna was hierdoor diep beledigd. Zij begon hierop toenemend leden van de Tory Party te benoemen, waaraan Sarah een hekel had.
De koningin stierf in 1714, waarna de banden tussen de Churchills en het hof werden hersteld. John Churchill overleed acht jaar later, toen het landhuis - Blenheim Palace - dat hij voor zichzelf en zijn vrouw liet bouwen nog onvoltooid was. Sarah moest toezicht houden op de resterende bouwactiviteiten, waarbij ze vaak in conflict kwam met architect John Vanbrugh. Sarahs briefwisseling met koningin Anna biedt een uitgebreid, zij het door haar zienswijze gekleurd, inzicht in de politieke en culturele wereld van haar tijd en in hun persoonlijke relatie. Weliswaar heeft zij wellicht een aanzienlijk aantal brieven verbrand. Zij liet zich eens ontvallen dat het enige wat haar belette het parlement te domineren, het feit was dat ze een vrouw was. Maynwaring prees de strakke helderheid van haar schrijfstijl en het intellect waarmee ze haar gedachten formuleerde. Dat neemt niet weg dat zij in het enigszins verbitterde relaas van haar verhouding met koningin Anna, dat ze op latere leeftijd schreef, een veeleer negatief beeld van haar gewezen vriendin schetste.